# Калиновский сельсовет (Ставропольский край)
Калиновский сельсовет — упразднённое сельское поселение в Александровском районе Ставропольского края Российской Федерации.
Административный центр — село Калиновское.

## География
Находится в северной части Александровского района. Площадь сельсовета — 216,0 км2

## История
Статус и границы сельского поселения установлены Законом Ставропольского края от 4 октября 2004 года № 88-КЗ «О наделении муниципальных образований Ставропольского края статусом городского, сельского поселения, городского округа, муниципального района».
С 16 марта 2020 года, в соответствии с Законом Ставропольского края от 31 января 2020 г. № 1-кз, все муниципальные образования Александровского муниципального района были преобразованы путём их объединения в единое муниципальное образование Александровский муниципальный округ.

## Население
| 1989  | 2002  | 2010  | 2011  | 2012  | 2013  | 2014  |
| ----- | ----- | ----- | ----- | ----- | ----- | ----- |
| 4460  | ↘4155 | ↗4326 | ↘4308 | ↘4209 | →4209 | ↘4157 |
| 2015  | 2016  | 2017  | 2018  | 2019  | 2020  |       |
| ↘4046 | ↘3964 | ↘3902 | ↘3817 | ↘3774 | ↘3741 |       |

Демография
В 2011 году родилось 46 человек, умерло — 81

### Национальный состав
По итогам переписи населения 2010 года проживали следующие национальности (национальности менее 1 %, см. в сноске к строке «Другие»):
| Национальность | Численность | Процент |
| -------------- | ----------- | ------- |
| Русские        | 3773        | 87,22   |
| Даргинцы       | 185         | 4,28    |
| Цыгане         | 158         | 3,65    |
| Другие         | 210         | 4,85    |
| Итого          | 4326        | 100,00  |

## Состав сельского поселения
| № | Населённый пункт | Тип населённого пункта       | Население |
| - | ---------------- | ---------------------------- | --------- |
| 1 | Калиновское      | село, административный центр | ↘3396     |
| 2 | Розлив           | хутор                        | ↘197      |
| 3 | Чепурка          | хутор                        | ↗177      |

## Местное самоуправление

### Дума Калиновского сельсовета
Срок полномочий депутатов — 5 лет; дата избрания депутатов — 13 сентября 2015 года; количество депутатов — 10 чел.
Председатели Думы
- Гладкова Ольга Алексеевна (на непостоянной основе) (исполнение полномочий прекращено)[19]
- Ситников Иван Дмитриевич (на постоянной основе)[18]

### Администрация Калиновского сельсовета
Главы администрации
- с 10 октября 2010 года — Евглевский Иван Дмитриевич (исполнение полномочий прекращено)[19];
- с 13 сентября 2015 года — Ситников Иван Дмитриевич (срок полномочий — 5 лет)[18][20]

## Инфраструктура
- Участковая больница[14]
- Фельдшерско-акушерский пункт
- Школа на 274 учащихся